# 보 (통신 단위)
전기통신 및 전자공학에서 보(baud, 단위 기호 "Bd")는 초당 펄스 수 또는 초당 심볼 수를 뜻한다. 이는 심볼 속도를 나타내는 단위로, 보(baud) 또는 변조 속도(modulation rate)로 알려져 있다. 디지털로 변조된 신호 또는 전송로 부호(line code)의 통신 매체에 매초 몇 번의 뚜렷한 심볼 변화(혹은 시그널링 동작)가 발생하는지를 나타낸다. 비트/초(bit/s)로 표기되는 총 비트 속도(gross bit rate)와 관련이 있지만 동일한 개념은 아니다. 원래는 서로 다른 의미를 가진 용어임에도 불구하고, 모뎀 제조업체의 경우에는 보를 초 당 비트(bps; bit per second)를 일컫는 말로 사용한다. 때로는 초 당 글자수(CPS; characters per second)라는 용어를 이용해 보와 구분하기도 한다. 이와 같이 변칙적인 경우도 있기 때문에, 모뎀 제조업체의 문서 내에서 "보"라는 용어가 의미하는 바를 확인해야 한다.

## 용어
1870년 프랑스 에밀 보도(Émile Baudot)는 전보를 보내는 최초의 디지털 통신수단인 보도 코드(Baudot Code)를 발명했으며, 보 단위는 이 발명가의 이름에서 유래한 국제단위계이다.

## 정의
단위 간격(unit interval)으로도 알려진 심볼 지속 시간(symbol duration time)은 오실로스코프(oscilloscope)의 아이 다이어그램(eye diagram)을 관찰하여 알 수 있는 트랜지션 간의 시간으로 측정될 수 있다. 심볼 지속 시간 Ts는 다음과 같이 계산된다:
{\displaystyle T_{s}={1 \over f_{s}},}
이때, fs는 심볼 속도이다.
예시: 1 킬로 보(kBd)=1,000Bd 의 전송 속도는 초당 1,000심볼의 심볼 속도와 같다. 모뎀의 경우 1kBd는 초당 1,000톤에 상응하며, 전송로 부호(line code)의 경우 이 속도는 초당 1,000 펄스에 상응한다. 심볼 주기는 1/1,000 초=1 밀리초(millisecond)이다.
이진수를 이용하는 디지털 시스템(즉 이산/불연속 값)에서 1Bd는 1bit/s이다. 대조적으로 비 디지털 (혹은 아날로그) 시스템은 정보를 표현하기 위해 연속적인 값을 사용하며, 이 시스템에서 1Bd의 정확한 정보 크기는 다양하다.
보 단위의 명칭은 전신 보도 코드(Baudot code)를 발명한 에밀 보도(Émile Baudot)의 이름에서 따온 것이며, SI(국제단위계) 단위 규칙에 따라 나타낸다. 즉 기호의 첫글자는 대문자(Bd)이지만, 단위를 철자로 표시하는 경우에는 문장의 첫머리에 오는 경우를 제외하고는 소문자(baud)로 표시되어야 한다.

## 총비트 레이트와의 관계
심볼 속도는 bit/s로 표현되는 총비트 레이트와 관련이 있지만 혼동 되어서는 안된다. 보라는 용어는 가끔 비트 속도를 의미하는 용도로 잘못 사용되기도 한다. 이는 심볼 당 비트 하나만 사용하여 이진수 '0'과 '1'이 각각 하나의 심볼로 표현되는 오래된 모뎀과 가장 간단한 디지털 커뮤니케이션 링크에서, 두 속도가 서로 같았기 때문이다. 그러나 더 발전된 모뎀과 데이터 전송 기술에서 하나의 심볼은 아마도 두 개 이상의 상태를 가질 것이므로 1비트 이상을 나타낼 것이다.(이진수 디지털 시스템에서의 한 비트는 언제나 정확히 두 상태 중 하나를 나타낸다)
만약 심볼당 N bit가 전송된다면 채널 코딩 오버헤드(overhead)를 포함한 총비트 레이트는 R이며, 심볼 속도 fs는 다음과 같이 계산된다.
{\displaystyle f_{s}={R \over N}.}
그러한 경우에는 M=2N개의 다른 심볼이 사용된다. 모뎀에서 이것들은 진폭, 위상 및(또는) 주파수의 특별한 조합을 수반하는 사인파가 될 것이다. 예를 들어 64QAM 모뎀에서, M=64, 비트 레이트는 N=6배이다. 전송로 부호(line code)에서 이러한 것들은 다른 M 전압 레벨일 수 있다.
비율도 정수가 아닐 수 있다. 4B3T 코딩에서 비트 레이트는 4/3 보이다. (160 킬로 비트/s 원형 데이터 속도의 일반적인 기본 속도 인터페이스는 120 킬로 보에서 작동한다.) 반면 맨체스터 코딩은 1/2 보에 해당하는 비트 레이트를 가지고 있다.
펄스 당 정보 N에 해당하는 값을 전송될 수 있는 서로 다른 메시지의 개수 M의 기본-2-로그로 취함으로써, Hartley는 총비트 레이트 R을 측정하는 공식을 다음과 같이 만들었다.
{\displaystyle R=f_{s}\log _{2}(M).\,}

## 같이 보기
- 대역폭 (Bandwidth)
- 비트레이트
- 성운 다이어그램 (Constellation diagram), (그래프 또는 2D 오실로스코프 이미지)에서 주어진 신호상태(기호)가 한번에 세개 이상의 비트를 표시할 수 있는 방법을 보여줌.
- 모뎀
- 변조
- 나이키스트 (Nyquist rate)

## 참고 문헌
1. ↑  D. A. Bell (1962). 《Information Theory and its Engineering Applications》 3판. New York: Pitman. OCLC 1626214.